# Kalakan
Kalakan é uma banda musical do norte do País Basco integrada por Jamixel Bereau e Xan Errotabehere. Caracteriza-se por arranjos minimalistas (vozes, instrumentos tradicionais bascos e percussões) de canções tradicionais bascas. Depois de ter colaborado e feito uma turnê pela Europa com as pianistas Katia e Marielle Labèque, o trio tornou-se mais conhecido quando colaborou com Madonna durante a The MDNA Tour (2012).

## Discografia
- 2010: Kalakan[3]
- 2015: Elementuak
- 2018: Elementuak II

Aparece também em:
- 2011: Baionatik Bilbora (compilação)
- 2013: MDNA World Tour (álbum ao vivo)
- 2013: Silex (colaboração com OrekaTx)